# Ernst Lissauer
Ernst Lissauer (Berlijn, 16 december 1882 – Wenen, 10 december 1937) was een Duits dichter van Joodse afkomst. In 1915, tijdens de Eerste Wereldoorlog, schreef hij het gedicht Haszgesang gegen England  (Haatzang tegen Engeland). Dit leverde hem het rode adelaarskruis op. Het gedicht werd gebruikt als Duitse oorlogspropaganda met als doel om jonge Duitsers te werven voor het leger. De zinsnede Gott strafe England (moge God Engeland straffen) werd door de overheid gedrukt op briefkaarten, affiches, speldjes en badges. In Engeland voerde de componist en dirigent Hubert Parry met groot koor en orkest een vertaalde versie uit, wat enorm op de lachspieren van de Britten werkte.
Een andere tekst van Lissauer was England träumt (Engeland droomt). Het beschreef hoe de bevolking van Londen rustig sliep, terwijl de Duitse Zeppelins kwamen aanvliegen voor een luchtbombardement.
Het gedicht Haatzang tegen Engeland kwam in 1926 in opspraak omdat een antisemitisch weekblaadje Fridericus het woord Engeland had vervangen door Duitsland. Uitgever Holtz wilde daarbij aantonen dat Ernst Lissauer niet uit vaderlandsliefde zijn gedicht had geschreven, maar uit geldelijk gewin. Lissauer ging hierin tegen beroep en werd in het gelijk gesteld.
In 1936 verscheen zijn laatste werk, Zeitenwende. Hij was toen al in Wenen, waar hij tot zijn dood in 1937 gebleven is.